# WRC Magazyn Rajdowy
WRC Magazyn Rajdowy – ogólnopolski miesięcznik sportowy o tematyce samochodowo-rajdowej wydawany w Katowicach.

## Redakcja
Redakcja czasopisma znajduje się w Katowicach na ul. Kochanowskiego 16/11. Do 2008 redaktorem naczelnym był Grzegorz Krajewski.
Do stałego zespołu redakcyjnego należą: Bartosz Głowacki (zastępca redaktora naczelnego), Łukasz Kański-Chmielewski. Z czasopismem współpracują: Tomasz Czopik, Wojciech Walczuk, Jarosław Zagórny, Łukasz Szewczyk. Serwis fotograficzny zapewniają: Krzysztof Babisz, Arkadiusz Bar, Adam Charuk, Tomasz Filipiak, Damian Fużyński, Radek Gułaj, Dominik Kalamus, Tomasz Kaliński, Marcin Kaliszka, Kamil Koza, Grzegorz Kozera, Michał Leszczyński, Jacek Mazur, Ewa Manasterska, Maciej Niechwiadowicz, Janusz Orządała, Marcin Pawłowski, Leszek Porwit, Grzegorz Rosłon, Marcin Rybak, Michał Skowronek, Marek Wicher. Realizacją edytorską zajmuje się firma WRC Media S.C., która jest też wydawcą miesięcznika.

## Tematyka
Na łamach periodyku poruszane są tematy związane ze sportami samochodowymi, relacje z rajdów polskich i zagranicznych, wywiady z kierowcami rajdowymi (m.in. Krzysztof Hołowczyc, Leszek Kuzaj, Marcus Grönholm). Autorzy zamieszczanych artykułów prezentują też modele samochodów.
Działy czasopisma to:
- Aktualności/rozmaitości
- Imprezy rajdowe
- Świat rajdów
- Porady
- Samochody
- Technika rajdowa
- Strefa kartingu
- Przewodnik kibica

Raz w roku we współpracy z czasopismem wydawane są: Platinum rally zoom. Albumowa kronika polskich rajdów oraz tematyczny kalendarz ścienny Kalendarz rajdowy.